# دوک‌نشین کورلند و سمیگالیا
دوک‌نشین کورلند و سمیگالیا یک دوک‌نشین در منطقهٔ بالتیک بود که آن زمان به عنوان لیوونی شناخته می‌شد و از سال ۱۵۶۱ تا ۱۵۶۹ به عنوان دولت خراجگزار دوک‌نشین بزرگ لیتوانی وجود داشت و سپس از سال ۱۵۶۹ تا ۱۷۲۶ بخشی از تاج‌نشین پادشاهی لهستان شد و در سال ۱۷۲۶ با مشترک‌المنافع لهستان–لیتوانی متحد شد. در ۲۴ اکتبر ۱۷۹۵، در سومین تجزیه لهستان، این دوک‌نشین ضمیمهٔ امپراتوری روسیه شد